# Alphestes immaculatus
Alphestes immaculatus, tên thường gọi trong tiếng Anh là Pacific mutton hamlet, là một loài cá biển thuộc chi Alphestes trong họ Cá mú. Loài này được mô tả lần đầu tiên vào năm 1936.

## Phân bố và môi trường sống
A. immaculatus có phạm vi phân bố rộng rãi ở vùng biển Đông Thái Bình Dương. Chúng được tìm thấy từ phía nam bán đảo Baja California và vịnh California, trải dài xuống phía nam đến Peru, bao gồm các đảo và nhóm đảo ngoài khơi: quần đảo Marías, quần đảo Galápagos, quần đảo Revillagigedo, đảo Malpelo và đảo Cocos. A. immaculatus sinh sống trong các thảm cỏ rong và xung quanh các rạn san hô, đá ngầm; độ sâu được ghi nhận là khoảng 3 – 32 m.

## Mô tả
A. immaculatus trưởng thành đạt kích thước khoảng 30 cm. Cơ thể và các vây của nó có màu nâu đỏ, có các vệt sọc màu nâu sẫm và những đốm trắng trên khắp đầu, thân và vây. Vây ngực có 7 hoặc 8 hàng đốm đen nhỏ không đều.
Số gai ở vây lưng: 11; Số vây tia mềm ở vây lưng: 17 - 19; Số gai ở vây hậu môn: 3; Số vây tia mềm ở vây hậu môn: 9; Số vây tia mềm ở vây ngực: 17.
A. immaculatus sống đơn độc hoặc hợp thành nhóm nhỏ (2 - 6 cá thể). Chúng ít hoạt động vào ban ngày, thường ẩn nấp trong các kẽ đá hoặc nằm trong đám cỏ biển, đôi khi chúng ngụy trang bằng cách lấp cát lên thân. Về đêm, chúng bắt đầu đi kiếm ăn, là những loài động vật không xương sống và cá nhỏ. Tuổi thọ trung bình của A. immaculatus là 9 năm; cá cái thường có kích thước nhỉnh hơn cá đực.
A. immaculatus đôi khi bị đánh bắt bởi dân chài lưới.